# Ateliotum arenbergeri
Ateliotum arenbergeri är en fjärilsart som beskrevs av Petersen och Reinhardt Gaedike 1985. Ateliotum arenbergeri ingår i släktet Ateliotum och familjen äkta malar.
Artens utbredningsområde är Cypern. Inga underarter finns listade i Catalogue of Life.